# Ajita Kesakambalī
Ajita Kesakambalī fue un filósofo indio del siglo VI a. C., ateo y proto-materialista, perteneciente al movimiento Sramana. Se considera el primer autor conocido del materialismo de la India. Probablemente fue contemporáneo de Buda (fundador de la religión budista) y Mahavira (fundador de la religión Jainista). Ajita predicó la doctrina de la Ucchedavada (aniquilación después de la muerte). Era un seguidor de la escuela Lokâyata fundada por Cârvaka. Ajita significa "no conquistado" o "invicto", en el sentido de ser muy combativo dialécticamente. 
Ajita Kesakambali fue uno de los cinco vagabundos a quienes el rey Áyata Shatru dirigió una pregunta escéptica acerca del beneficio evidente (con alguna evidencia, pratiaksa) o real (samania) de llevar la vida de un vagabundo sin hogar. La respuesta de Ajita fue:

"No hay tal cosa como una limosna o sacrificio u ofrenda. No hay ni fruto ni resultado de las acciones buenas o malas ... Un ser humano está constituido por cuatro elementos. Cuando muere, lo terrenal en él retorna a la tierra; el fluido al agua, el calor al fuego, el viento al aire, y sus facultades al espacio. Los cuatro portadores, siendo el quinto el féretro, se llevan su cuerpo muerto. Es una doctrina de necios, esta monserga de regalos celestiales de los sacerdotes brahmanes; es una mentira vacía, mera palabrería. El sabio y el necio, ambos son aniquilados tras la muerte". El bien y el mal, la caridad y la compasión, son irrelevantes para el destino de un hombre"

En el Brahma-yala-sutra se afirma que las opiniones de Ajita son Ucchedavana (doctrina de la aniquilación), ya que no ofrecía esperanzas de vida tras la muerte, ni camino a la salvación. La gran cantidad de referencias a la doctrina en forma de refutaciones provenientes de fuentes teístas, religiosas, etc. contemporáneas, da idea del vigor del movimiento en aquel momento.
- Datos: Q153187